# Piojos y piojitos 2
Piojos y piojitos 2 é o terceiro disco infantil gravado por alunos da escola argentina "El jardín de la esquina" e pela cantora Mariana Cincunegui.
O disco, lançado em 2004, foi um sucesso de vendas (30 mil cópias), mesmo sem ter tido divulgação das rádios e da televisão.

## Faixas
01 - Carta Al Viento

02 - El Llavero De Los Duendes

03 - Fatuo Yo

04 - La Sopa

05 - Yo Quiero

06 - Ora Bolas

07 - Trío Para Un Bolsillo

08 - ¿Qué Será?

09 - Don Mateo

10 - Que Ves El Cielo

11 - Carta Al Viento (Karaoke)

12 - La Sopa (Karaoke)

13 - Ora Bolas (Karaoke)

14 - Que Ves El Cielo (Karaoke)

15 - Tu Celular

## Prêmios e Honrarias
- 2004 - Prêmio Gardel a la música - Mejor disco infantil (indicado).[2][3]